# Kerk van Amdorf
De lutherse Kerk van Amdorf (Duits: Amdorfer Kirche) staat in de Oost-Friese plaats Amdorf (gemeente Detern).

## Geschiedenis
Wanneer er voor het eerst een godshuis in Amdorf werd opgericht, is onbekend. Waarschijnlijk werd er al voor 1300 een kerk gebouwd, omdat uit deze tijd een miskelk bewaard is gebleven. Het betreft de oudste miskelk in het Oost-Friese gebied.
De parochie komt voor het eerst in 1475 op een belastinglijst van de bisschop van Münster voor. De reformatie in Amdorf vond in 1583 plaats, vanaf dat jaar werden er nog slechts protestantse dominees beroepen in Amdorf.
In de 18e eeuw werd het oude kerkgebouw zo bouwvallig, dat het in 1769 moest worden gesloopt en door nieuwbouw werd vervangen. Men bewaarde echter de oude inrichting en gaf die in de nieuwbouw opnieuw een plaats. De toren van de kerk werd in 1870 toegevoegd.
Op 1 januari 1975 fuseerde de kerkelijke gemeente van Amdorf met die van Neuburg tot de kerkgemeenschap Amdorf/Neuburg. Beide dorpen hebben elk een eigen kerkgebouw en tellen samen ongeveer 240 leden. Het is de kleinste kerkelijke gemeente van de Kirchenkreis Rhauderfehn.

## Interieur
De kansel dateert uit het jaar 1658 en werd door de timmerman, houtsnijder en schilder Tönnies Mahler uit Leer gemaakt. Het altaar dateert uit 1695.
Het orgel boven het altaar werd in 1773 door Heinrich Wilhelm Eckmann gebouwd. In 1821 werd het verbouwd door Wilhelm Eilert Schmid en in de jaren 2004-2005 door Martin ter Haseborg uit Uplengen teruggebracht in de originele staat. Het instrument heeft negen registers op één manuaal en aangehangen pedaal.